# Trias antheae
Trias antheae är en orkidéart som beskrevs av Jaap J. Vermeulen och Anthony L. Lamb. Trias antheae ingår i släktet Trias och familjen orkidéer. Inga underarter finns listade i Catalogue of Life.